# Lasui
Lasui (kinesiska: 拉绥, 拉绥乡) är en socken i Kina. Den ligger i den autonoma regionen Tibet, i den sydvästra delen av landet, omkring 140 kilometer sydost om regionhuvudstaden Lhasa. Antalet invånare är 3 704. Befolkningen består av 1 877 kvinnor och 1 827 män. Barn under 15 år utgör 24,0 %, vuxna 15-64 år 69 %, och äldre över 65 år 5,0 %.
Genomsnittlig årsnederbörd är 959 millimeter. Den regnigaste månaden är juli, med i genomsnitt 290 mm nederbörd, och den torraste är november, med 2 mm nederbörd.